# Sakuramachi
L'empereur Sakuramachi (桜町天皇, Sakuramachi-tennō), né le 8 février 1720 et mort le 28 mai 1750, est le 115e empereur du Japon selon l'ordre de succession traditionnel, du 13 avril 1735 au 9 juin 1747.

## Généalogie
Le nom personnel de l'empereur avant son avènement au trône est Teruhito (昭仁) et son titre Waka-no-miya (若宮). Il est le fils aîné de l'empereur Nakamikado et le père de l'empereur Momozono.
- Les femmes de l'empereur Sakuramachi :
  - Anekōji Sadako (姉小路定子)
  - Nijō Ieko (二条舎子)

- Le fils de l'empereur Sakuramachi :
  - son 1er fils: Toohito (遐仁親王) devient l'empereur Momozono)

- Les filles de l'empereur Sakuramachi :
  - sa 1re fille Moriko (盛子内親王) meurt avant 1761
  - sa 2e fille Toshiko (智子内親王) devient l'impératrice Go-Sakuramachi

## Biographie
Prince héritier en 1728, il accède au trône à l'abdication de l'empereur Nakamikado, son père. Il abdique lui-même en 1747 en faveur de son fils, qui devient l'empereur Momozono, et meurt en 1750 à l'âge de 30 ans.
Il est considéré comme la réincarnation du prince Shōtoku. Avec le soutien de Tokugawa Yoshimune, il travaille à la restauration de rites impériaux, ré-instituant le Daijōsai (大嘗祭, la grande gustation des prémices, lors de l'avènement d'un nouvel empereur) et le Niinamesai (新嘗祭, la nouvelle gustation des prémices, ayant lieu chaque année), entre autres, et se concentre sur la restauration d'autres cérémonies. Il est également considéré comme un auteur de tanka de qualité.

## Les ères du règne de Sakuramachi-tennō
- Ère Kyōhō (享保), 1716-1736
- Ère Genbun (元文), 1736-1741
- Ère Kanpō (寛保), 1741-1744
- Ère Enkyō (延享), 1744-1748

### L'ère Kyōhō
- Kyōhō 20 (1735) : L'empereur Nakamikado commence sa retraite[2].
- Kyōhō 21 (1736) : L'empereur Sakuramachi monte sur le trône[2].

### L'ère Genbun
- Genbun gannen (元文元年?))ou Genbun 1 (1736) : On publie un édit qui déclare comme seule monnaie de cuivre courante de l'empire celle qui porte sur l'avers le caractère 文 (prononcé bun en japonais, et prononcé wen en chinois) - le même caractère qu'on trouve dans le nom de l'ère Genbun[3].
- Genbun 2, à la 11e lune (1737) : Une comète se montre dans la partie occidentale du ciel[3].
- Genbun 3 (1738): On célébra la fête Daï sió ye[3].
- Genbun 4 (1739): Des monnaies de fer sont fondues à Edo.

### L'ère Kanpō
- Kanpō gannen (寛保元年?) ou Kanpō 1 (1741):

### L'ère Enkyō
- Enkyō gannen (延享元年) ou Enkyō 1 (1744):
- Enkyō 2 (1745): Minamoto-no Tokugawa Ieshige est fait shogun. La première foire Mifako a lieu dans le temple de Fira-no dans la province d'Omi[3].
- Enkyō 3, vers la fin e la 2e lune (1746) : Un grand incendie se produit à Edo[3].